# The Goonies: Return to Astoria
The Goonies: Return to Astoria es un videojuego de carreras publicitario en línea basado en Flash desarrollado por Fuel Industries y publicado por Jeep que combina la marca de automóviles con la marca de la película The Goonies, que presenta un Jeep en la película original.

## Jugabilidad
Es un juego de conducción de arriba hacia abajo en 2D en el que conduces el Jeep Wrangler en tres niveles diferentes. El primer nivel es en un pueblo donde necesitas encontrar las piezas de un mapa, el segundo nivel es una carrera en la playa y el último nivel es en un laberinto de cuevas.